# Montefiorino
Montefiorino is een gemeente in de Italiaanse provincie Modena (regio Emilia-Romagna) en telt 2336 inwoners (31-12-2004). De oppervlakte bedraagt 45,3 km², de bevolkingsdichtheid is 52 inwoners per km².
De volgende frazioni maken deel uit van de gemeente: Perbone

## Demografie
Montefiorino telt ongeveer 1050 huishoudens. Het aantal inwoners daalde in de periode 1991-2001 met 0,6% volgens cijfers uit de tienjaarlijkse volkstellingen van ISTAT.
| Jaar | Inwoneraantal |
| ---- | ------------- |
| 1991 | 2332          |
| 2001 | 2317          |

## Geografie
De gemeente ligt op ongeveer 800 meter boven zeeniveau.
Montefiorino grenst aan de volgende gemeenten: Frassinoro, Palagano, Toano (RE), Villa Minozzo (RE).

## Geschiedenis
Gedurende de zomer van 1944 was het plaatsje het hoofdkwartier van de Republiek van Montefiorino.

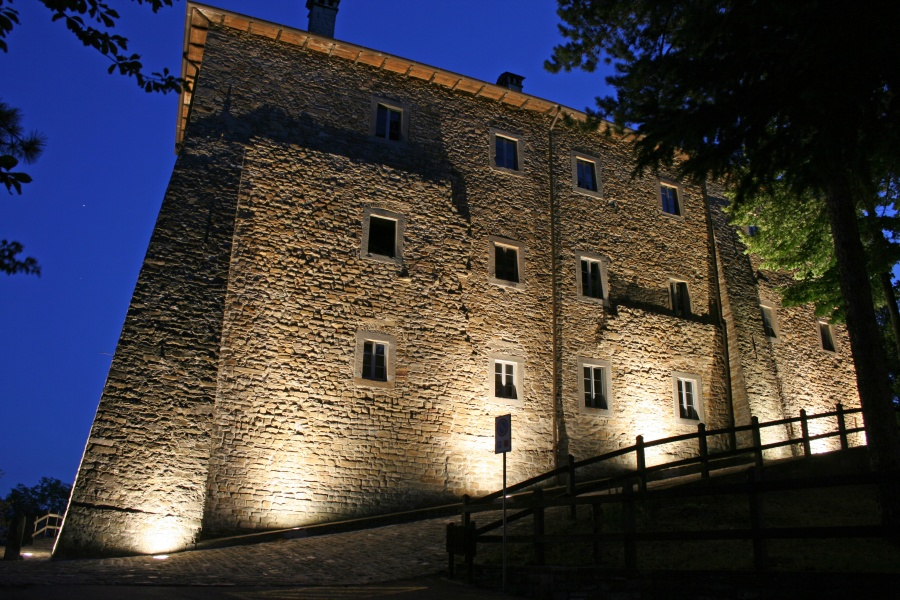
La Rocca di Montefiorino

Bastiglia · Bomporto · Campogalliano · Camposanto · Carpi · Castelfranco Emilia · Castelnuovo Rangone · Castelvetro di Modena · Cavezzo · Concordia sulla Secchia · Fanano · Finale Emilia · Fiorano Modenese · Fiumalbo · Formigine · Frassinoro · Guiglia · Lama Mocogno · Maranello · Marano sul Panaro · Medolla · Mirandola · Modena · Montecreto · Montefiorino · Montese · Nonantola · Novi di Modena · Palagano · Pavullo nel Frignano · Pievepelago · Polinago · Prignano sulla Secchia · Ravarino · Riolunato · San Cesario sul Panaro · San Felice sul Panaro · San Possidonio · San Prospero · Sassuolo · Savignano sul Panaro · Serramazzoni · Sestola · Soliera · Spilamberto · Vignola · Zocca
- Virtual International Authority File: 237456729
- WorldCat: E39PCjwrvHJHkCm69rgfkwxftq

1. ↑  https://demo.istat.it/?l=it.